# Викториански морал
Викториански морал се нарича наборът от морални ценности, а също така и общата морална атмосфера във Великобритания по време на викторианската епоха (царуването на кралица Виктория).
Викторианският морал се основава на строг кодекс на поведение и нетърпимост към нарушаването му и към всякакви престъпления, на сексуални ограничения и силна етика. В същото врече започват да се ценят трудолюбието, точността, умереността и спестовността.
Викторианската епоха продължава от 1837 до 1901 година и се характеризира с големи промени в практически всички сфери на живота, като се започне от медицината и техниката и се свърши с демографията. Това е време на разцвет, голяма империалистическа експанзия и големи политически реформи. Днес викторианската епоха се разглежда и като период на множество противоречия. Социалните течения, ратуващи за подобряване на обществения морал съществуват съвместно с класовата система, налагаща тежки жизнени условия на много хора. Преувеличеното възхваляване на добродетелите контрастират с широкото разпространение на проституцията и детския труд.

## Морални норми и ценности
В този период хората от висшата и средната класа се придържат строго към следните ценности:
- Чувство за дълг и трудолюбие;
- Почтеност: смесица от морал и лицемерие, строгост и приспособяване към обществени стандарти (притежание на добри маниери, на удобна къща, редовно посещение на църква и благотворителност) – именно тя отличава средната класа от низшата;
- Благотворителност и филантропия: занятие, привлекателно за много заможни хора, особено жени[1].

В семейството царят патриархални порядки, затова самотните майки били отхвърляни от обществото поради широко разпространената представа за ценност на женското целомъдрие. Сексуалността трябва да се потиска, а преструвките и лицемерието са широко разпространени.
Колониализмът е важен феномен на епохата, който води до разпространение на патриотизма и развитие на идеите за расово превъзходство и концепцията за мисия на белия човек.
Ключова роля изиграва и дарвинизмът: научните открития (особено в геологията и биологията) водят до сътресения на много морални и религиозни устои и до оформянето на нов възглед за Вселената като нещо, което постоянно се изменя.